# Condado de Benton (Missouri)
 Coordenadas : orientação de longitude inválida, deve ser "E" ou "W"
O Condado de Benton é um dos 114 condados do estado americano de Missouri. A sede do condado é Warsaw, que é também a sua maior cidade. O condado possui uma área de 1949 km² (dos quais 122 km² estão cobertos por água), uma população de 17 180 habitantes, e uma densidade populacional de 9 hab/km² (segundo o censo nacional de 2000). O condado foi fundado em 1835 e recebeu o seu nome em homenagem a Thomas Hart Benton (1782-1858) que foi senador pelo estado do Missouri entre 1821 e 1851.